# 鲁道夫·郭克兰纽
鲁道夫·郭克兰纽（拉丁語：Rudolphus Gocleniu，1547年3月1日—1628年6月8日），德国经院哲学家，以1590年发明“心理学”一词而知名，他为本体论的发展也做出了重要而广泛的贡献。